# Charles-Ferdinand Nothomb
Baron Charles-Ferdinand Nicolas Marie Pierre Nothomb (Brussel, 3 mei 1936 – Habay-la-Neuve, 19 april 2023) was een Belgisch politicus van de PSC en minister van staat.

## Biografie
Hij was de jongste zoon van senator Pierre Nothomb en van Ghislaine Montens d'Oosterwyck. Hij trouwde in 1963 met Michèle Pouppez de Kettenis de Hollaeken Dryepondt (1941). Hij verkreeg in 1966 de titel van baron, overdraagbaar op zijn drie zoons, die ze zullen overdragen telkens aan de eerstgeborene. Hij was de oom van de drie weken na hem geboren diplomaat Patrick Nothomb; diens dochter, de schrijfster Amélie Nothomb, is dus zijn achternicht.
Nothomb was doctor in de rechten en licentiaat in de economische wetenschappen. In 2012 schreef hij zich in voor studies filosofie aan de UCL. In 2013 behaalde hij het diploma, waarna hij nog zijn proefschrift moest voorleggen, in de loop van 2014. 
Hij overleed op 86-jarige leeftijd.

## Beroepsactiviteiten
Van 1958 tot 1960 werkte Nothomb als vorser bij de faculteit economische wetenschappen aan de UCL, waar hij van 1964 tot 1965 ook vorser in de sociologie en van 1992 tot 1998 hoogleraar in management voor de publieke sector was. In 1963 werd hij tevens docent diplomatieke geschiedenis aan het Hoger instituut voor tolken en in 1968 docent vergelijkende economische politiek aan het Institut Catholique des Hautes Etudes Commerciales.
Bovendien was hij van 1980 tot 1986 docent internationale betrekkingen aan de Facultés universitaires catholiques de Mons, waar hij in 1991 hoogleraar werd. Van 1959 tot 1963 werkte hij ook als ambtenaar op de studiedienst van het ministerie van Economische Zaken.

## Politieke loopbaan
Nothomb werd politiek actief voor de PSC en was van 1962 tot 1965 de nationale voorzitter van de jongerenafdeling van de partij. In 1964 werd hij verkozen in de gemeenteraad van Habay-la-Neuve. Tussen werkte hij van 1965 tot 1968 als attaché bij de PSC-ministers Raymond Scheyven (1965-1966) en Pierre Wigny (1966-1968).
Van 1968 tot 1995 zetelde hij voor het arrondissement Aarlen in de Kamer van volksvertegenwoordigers, waarna hij van 1995 tot 1999 als rechtstreeks gekozen senator in de Belgische Senaat zetelde. Als gevolg van het toen bestaande dubbelmandaat zetelde hij van 1971 tot 1980 tevens in de Franse Cultuurraad, waarna hij van 1980 tot 1995 in de Waalse Gewestraad en de Raad van de Franse Gemeenschap zetelde.
In maart 1972 werd hij verkozen tot partijvoorzitter van de PSC, een mandaat dat hij behield tot in oktober 1976 en opnieuw uitoefende van oktober 1977 tot april 1979. Vervolgens was hij van 1979 tot 1980 en van 1988 tot 1995 voorzitter van de Kamer van volksvertegenwoordigers, van 1980 tot 1981 minister van Buitenlandse Zaken, van 1981 tot 1986 vicepremier en minister van Binnenlandse Zaken. Tijdens zijn mandaat als minister van Binnenlandse Zaken vond in 1985 het Heizeldrama plaats. Hij weigerde hiervoor de politieke verantwoordelijkheid op te nemen, en dus ontslag te nemen. Hierop bood Minister van Justitie Jean Gol uit protest zijn ontslag aan. In oktober 1986 nam Nothomb ontslag uit de regering-Martens VI na een mislukte poging de Happart-crisis op te lossen.
Nadat hij ontslag had genomen als minister, was hij van 1986 tot 1988 ondervoorzitter en van 1988 tot 1995 voorzitter van de Kamer. Nadat hij in 1995 naar de Senaat overstapte, was hij daar de voorzitter van de commissie Binnenlandse Zaken en van 1995 tot 1996 PSC-fractieleider. Van 1996 tot 1998 was hij in opvolging van Gérard Deprez nogmaals PSC-partijvoorzitter en nam toen ontslag ten voordele van het duo Philippe Maystadt en Joëlle Milquet.
Van 1965 tot 1985 en van 1989 tot 2000 was hij ook gemeenteraadslid van Habay-la-Neuve. Bovendien zetelde hij van 1968 tot 1973 en van 1995 tot 1999 in de Parlementaire Assemblee van de Raad van Europa en van 1979 tot 1980 in het Europees Parlement. Op 30 januari 1995 werd hij benoemd tot minister van Staat.

## Andere activiteiten
Vooral na het beëindigen van zijn actieve politieke loopbaan, heeft Nothomb activiteiten ontplooid in tal van instituten en stichtingen, onder dewelke:
- ondervoorzitter van de Europese Beweging in België;
- ondervoorzitter van het Institut Régional Intracommunautaire (IRI) in Luxemburg;
- ondervoorzitter van de Luxemburgse Universitaire Stichting (Aarlen);
- ondervoorzitter van de Istituto Internazionale Jacques Maritain;
- voorzitter van de Belgische afdeling van de Groupement européen des Ardennes et de l’Eifel;
- voorzitter van het Institut de recherche sur la coopération méditerranéenne et euro-arabe;
- voorzitter van het Institut des arts de diffusion (Louvain-La-Neuve);
- voorzitter van het Institut de la Grande Région, voor de samenwerking tussen Wallonië, Lotharingen, Saarland, Rijnland en Groothertogdom Luxemburg.

## Publicaties
- Deux ans de gouvernement Lefèvre-Spaak, in: La Revue Nouvelle, 1963.
- Les partis et la participation politique, in: La Revue Nouvelle, 1966.
- Finances publiques - Pourquoi, Comment, Éd. l'Effort, 1986.* La vérité est bonne, Brussel, Hatier, 1987.
- De Waarheid mag gezegd worden, Ed. Hatier, Brussel, 1987.
- Démocratie belge, Ed. Duculot, 1990.
- La Poste belge, Habay-la-Neuve.
- Principes de démocratie: le modèle de la Belgique fédérale : la constitution de 1994, Éd. Duculot-De Boeck, Louvain-La-Neuve, 1994.
- Le fond des choses, Éd. Quorum, 1999.
- Le chemin de fer, Habay-La-Neuve.
- L'après-duopôle|éditeur, Parijs, 1997.
- Mon plan de paix pour la Belgique. Entretiens avec Christian Laporte, Racine, Brussel, 2009.